# Myrosma australis
Myrosma australis är en strimbladsväxtart som beskrevs av Karl Moritz Schumann. Myrosma australis ingår i släktet Myrosma och familjen strimbladsväxter. Inga underarter finns listade.